# Cherry Grove-Shannon Township
Die Cherry Grove-Shannon Township ist eine von 12 Townships im Carroll County im Nordwesten des US-amerikanischen Bundesstaates Illinois.

## Geografie
Die Cherry Grove-Shannon Township liegt im Nordwesten von Illinois rund 30 km östlich des Mississippi, der die Grenze zu Iowa bildet. Die Grenze zu Wisconsin befindet sich rund 40 km nördlich.
Die Cherry Grove-Shannon Township liegt auf 42°09′30″ nördlicher Breite und 89°46′30″ westlicher Länge und erstreckt sich über 138,5 km².
Die Cherry Grove-Shannon Township grenzt innerhalb des Carroll County im Süden an die Rock Creek-Lima Township, im Südwesten an die Salem Township und im Westen an die Freedom Township. Im Norden grenzt die Township an das Stephenson County und im Osten an das Ogle County.

## Verkehr
In der Cherry Grove-Shannon Township befindet sich an der Einmündung in die Illinois State Route 73 der östliche Endpunkt der Illinois State Route 72. Alle weiteren Straßen innerhalb der Township sind meist befestigte County Roads und weiter untergeordnete unbefestigte Fahrwege.
Durch die Cherry Grove-Shannon Township führt eine Bahnlinie, die von Chicago nach Westen führt und von der BNSF Railway und der Union Pacific betrieben wird.
Die nächstgelegenen Flugplätze sind der rund 60 km nordwestlich gelegene Albertus Airport im rund 30 km nordöstlich gelegenen Freeport im Stephenson County und der rund 40 km westlich gelegene Tri-Township Airport südlich von Savanna in der Washington Township.

## Bevölkerung
Bei der Volkszählung im Jahr 2010 hatte die Township 1485 Einwohner. Neben Streubesiedlung leben existieren in der Cherry Grove-Shannon Township folgende Siedlungen:
Village
- Shannon

Unincorporated Communities
- Georgetown
- Kittredge
- Zier Cors